# Phapitreron cinereiceps
El vinago pardo de orejas oscuras, vinago pardo de Tawitawi o vinago pardo de Tawi Tawi (Phapitreron cinereiceps) es una especie de ave columbiforme de la familia Columbidae endémica del archipiélago de Joló, en Filipinas. Anteriormente se incluía en esta especie al vinago pardo de Mindanao (Phapitreron brunneiceps) pero actualmente se consideran especies separadas.

## Descripción
El vinago pardo de Tawitawi mide alrededor de 27 cm de largo. El plumaje de sus partes superiores es de tonos pardo oliváceos, salvo su cabeza que es gris y tiene irisaciones violáceas en la nuca y parte posterior del cuello. Sus partes inferiores son castañas, menos la parte inferior de la cola que es de color gris claro. Su pico es negro y sus patas violáceas.

## Distribución
Se encuentra únicamente en los bosques del archipiélago de Joló (en las islas de Tawi-Tawi y Sanga-Sanga), en el suroeste de Filipinas. 
Aunque está amenazado por la pérdida de hábitat, su tasa de declive se redujo significativamente entre 2004 y 2007, por lo que su clasificación en la Lista Roja de la UICN pasó de especie en peligro crítico de extinción a especie en peligro de extinción en 2007.